# Historisk sociologi
Historisk sociologi er studiet af historiske emner med brug af en sociologisk tilgang. Dette medfører tværfagligt samarbejde mellem historie og sociologi, hvor historikere gør brug af sociologiske teori, mens sociologer behandler historiske emner med deres traditionelle metoder.
Feltet lægger vægt på en iterativ undersøgelse af fortiden og nutiden for at forstå, hvordan enkelte historiske begivenheder og løbende dilemmaer passer ind i en bredere samfundsmæssig udvikling ofte ved brug af komparative analyser.:26  Ved at se på, hvordan sociale strukturer ændres og reproduceres, søger den historiske sociologi at forstå de synlige mekanismer og skjulte strukturer, der forhindrer visse dele af menneskets kultur- og samfundsudvikling og samtidig muliggør andre dele. Gennem dette udfordrer man den manglende historiske kontekstualisering, feltet kritiserer den moderne sociologi som disciplin for at være kendetegnet af.
Den historiske sociologi er således et tværfagligt felt, der opererer inden for et spektrum mellem historie og sociologi, med en 'sociologi om historien' i den ene ende og 'historien om samfundet og det sociale' i den anden. Inden for dette spektrum findes en mangfoldig gruppe af forskere. Selvom begge yderpunkter i sig selv er gyldige forskningsfelter, baserer de sig på enkeltfaglige tilgange og bliver af historiske sociologer ofte kritiseret for at være reducerende. I midten af dette spektrum findes den historiske sociologi, der arbejder på at samle de mono-disciplinære forskningstraditioner til en tværfaglig tilgang. 

## Historisk-sociologiske studier
Der er for få eller ingen kildehenvisninger i dette afsnit, hvilket er et problem. Du kan hjælpe ved at angive troværdige kilder til de påstande, som fremføres.

Tre af sociologiens klassikere, Karl Marx, Max Weber og Emile Durkheim, anvendte alle historisk-sociologiske tilgange i deres studier. Fra slutningen af 1950'erne kom en ny bølge af sådanne undersøgelser, som også ofte berørte faget statskundskab/sammenlignende politik. Shmuel N. Eisenstadts bog The Political systems of Empires (1963) var et strukturfunktionalistisk inspireret studie af både nyere og ældre bureaukratiske imperier. Barrington Moores Social Origins of Democracy and Dictatorship (1966) forsøgte at forklare de historiske forudsætninger for demokratiske, fascistiske og kommunistiske styreformer på grundlag af landbrugsstruktur og klassekonstellationer i forhold til dette. Stein Rokkan studerede de vesteuropæiske partisystemers historiske rødder, samt betingelserne for stats- og nationsbygning i Vesteuropa. 
I 1970'erne kom en række nymarxistisk inspirerede studier. Centrale bidrag var Immanuel Wallersteins The Modern World System (i tre bind, 1974, 1980, 1988) om den moderne verdensøkonomis fremvækst, Perry Andersons Lineages of Absolute State (1974) om de europæiske enevældige stater og Theda Skocpols States and Social Revolutions, en sammenligning af de franske, russiske og kinesiske revolutioner. Efterhånden er inspirationen fra den weberske tradition blevet stadig stærkere. Eksempler på dette er Michael Manns The Sources of Social Power (1986, 1993) og Charles Tillys Coercion, Capital and European States om europæisk statsdannelse. 

### Centrale historisk-sociologiske teoretikere
- Giovanni Arrighi
- Jean Baechler
- Randall Collins
- Émile Durkheim
- Norbert Elias
- Michel Foucault
- John A. Hall
- Michael Mann
- Karl Marx
- Barrington Moore
- Karl Polanyi
- Stein Rokkan
- Theda Skocpol
- Charles Tilly
- Immanuel Wallerstein
- Max Weber
- Reinhard Bendix
- Richard Lachmann
- Sinisa Malesevic
- Margaret Somers
- Julia Adams
- George Steinmetz